# Marco Cornaro (Bischof)
Marco Cornaro (* um 1557 in Venedig; † 11. Juni 1625 in Padua) war ein römisch-katholischer Geistlicher.
Am 12. Dezember 1594 wurde er zum Bischof von Padua ernannt. Die Weihe erfolgte von Agostino Valier, Kardinal und Bischof von Verona in der San Silvestre au Quirina am 21. Dezember des gleichen Jahres in Rom. Mitkonsekratoren waren Francesco Cornaro, Bischof von Treviso, und Antonio Grimani, Bischof von Torcello.